# Patty Hewes
Patricia Hewes, dite Patty Hewes, est un personnage de fiction, héroïne de la série télévisée Damages. L'actrice américaine Glenn Close joue ce rôle.

## Biographie
Patty Hewes est avocate, détentrice, et fondatrice, du cabinet d'avocats Hewes & Associés, dans la ville de New-York, où elle réside. Elle a travaillé sur d'importantes affaires judiciaires telles que celle concernant Arthur Frobisher, accusé d'avoir floué des centaines de personnes sur leurs assurance-vie, l'affaire RUN (Ressources Ultimes Nationales) entreprise suspectée de pollution environnementale, et, plus récemment, de l'affaire Louis Tobin, mis en cause pour détournements de fonds et fraude fiscale. Patty Hewes fait l'objet de multiples critiques au sujet des libertés qu'elle s'autorise vis-à-vis des procédures judiciaires, ainsi que des méthodes, qualifiées de douteuses par certains, y compris des employés de son cabinet. Elle travaillait en collaboration avec Thomas Shayes, inclus dans le cabinet durant un temps, temporairement renommé Hewes/Shayes & Associés. Patty Hewes, divorcée de l'homme d'affaires Phil Gray, est mère de deux enfants, Julia Hewes, décédée prématurément, et de Michael Hewes et grand-mère (à partir de la saison 3) de Catherine Hewes.
Dans la saison 3 il est révélé qu'elle a perdu sa fille, préférant à celle-ci sa carrière (son médecin avait recommandé de rester couchée jusqu'à l'accouchement). À la suite de la question posée par Ellen « Est-ce que ça en valait la peine » (faisant référence aux sacrifices faits pour sa carrière), celle-ci ne répondra rien mais un flash back apparait où on voit Patty en larme sur la tombe de sa défunte fille.
Elle ne répondra d'ailleurs, dans la saison 4, qu'indirectement en disant "Si tu poses la question, c'est que tu connais déjà la réponse".
Dans la saison 5, il est révélé qu'elle a une sœur, Kate Franklin. On apprend également que son père était alcoolique et la terrorisait. Elle le revoit sur son lit de mort et lui crache sa haine. À la fin de la saison, son fils Michael est tué.